# Ковалівське водосховище
 Ковалівське водосхо́вище  — невелике руслове водосховище на річці Ковалівка (ліва притока р. Мерла). Розташоване в Краснокутському районі Харківської області.
- Водосховище побудовано в 1975 році по проекту Харківської філії інституту "Укрдіпроводгосп".
- Призначення - зрошення, риборозведення, рекреація.
- Вид регулювання - сезонне.

## Основні параметри водосховища
- нормальний підпірний рівень — 108,5 м;
- форсований підпірний рівень — 110,0 м;
- рівень мертвого об'єму — 107,3 м;
- повний об'єм — 1,30 млн м³;
- корисний об'єм — 0,64 млн м³;
- площа дзеркала — 84,4 га;
- довжина — 2,8 км;
- середня ширина - 0,31 км;
- максимальні ширина - 0,40 км;
- середня глибина — 1,5 м;
- максимальна глибина — 3,5 м.

## Основні гідрологічні характеристики
- Площа водозбірного басейну - 166,4 км².
- Річний об'єм стоку 50% забезпеченості - 8,78 млн м³.
- Паводковий стік 50% забезпеченості - 6,16 млн м³.
- Максимальні витрати води 1% забезпеченості - 111 м³/с.

## Склад гідротехнічних споруд
- Глуха земляна гребля довжиною - 378 м, висотою - 5,3 м, шириною - 7 м. Закладення верхового укосу - 1:8, низового укосу - 1:2,5.
- Шахтний водоскид із монолітного залізобетону висотою - 5,5 м, розмірами 2(5,1х4,4)м.
- Водовідвідна труба чотирьохвічкова, розмірами 4(2,3х1,9)м.
- Донний водоспуск із двох сталевих труб діаметром 600 мм, обладнаних засувками. Розрахункова витрата - 2,66 м³/с.

## Використання водосховища
Водосховище було побудовано для зрошення в колгоспі ім. Крупської Краснокутського району.
На даний час водосховище використовується для риборозведення.